# Tima Belorusskih
 (février 2021).
Tima Belorusskih (en biélorusse : Ціма Беларускіх ; en russe : Тима Белорусских), de son vrai nom Timofeï Andreïevitch Morozov (en biélorusse : Цімафе́й Андрэ́евіч Маро́заў ; en russe : Тимофе́й Андре́евич Моро́зов), né le 1er octobre 1998 à Minsk, est un auteur-compositeur-interprète biélorusse. Il a commencé sa carrière solo sous le nom de Samzanov, avant de sortir son premier disque en tant que Tima 3 mai 2017. Son septième single Мокрые кроссы (« Baskets mouillées »), a été son premier tube en atteignant la 35e place du Apple Music Top 100 en Russie en 2018 et en gagnant aux récompenses Jara (Жара) dans la catégorie « Tube de l'année ». Depuis le début de sa carrière, il est sous contrat avec le petit label biélorusse Kaufman Label.
En 2019, Tima Belorusskih sort son premier album, Твой первый диск – моя кассета (« Ton premier disque est ma cassette »), et est ensuite nommé au RU.TV Powerful Start.
Le 23 novembre 2019, il gagne un Gramophone d'or de Russkoye Radio aux Gramophones d'or 2019.